# Atractylodes lancea
Atractylodes lancea (лат.) — вид многолетних цветковых растений рода Atractylodes семейства Астровые (Asteraceae), произрастающий в Восточной и Юго-Восточной Азии: в Японии, Корее, Приморье, Мьянме, Вьетнаме и Индии. Корневище используется в традиционной китайской медицине. Растение высотой 30-100 см с листьями, окаймлёнными тонкими иглами, и толстым корневищем. Соцветие представляет собой головку, состоящую только из трубчатых белых цветков, прицветники редуцированы до перистых колючек. Высушенное корневище используется в традиционной медицине Китая, Японии и Кореи. В Китае его называют цанчжу (苍术), а в Японии — со-дзюцу. В Китае он широко известен как средство «лечения селезеночной недостаточности и диареи».

## Таксономия
Вид был впервые описан как Atractylis lancea шведским натуралистом Карлом Петером Тунбергом в 1784 году во Flora Japonica. В 1775—1776 годах Тунберг посетил остров Дэдзима в Японии, где провёл некоторые ботанические исследования. В 1838 году Огюстен Пирам Декандоль (1778—1841) создал новый род Atractylodes, в который поместил предыдущий вид под названием Atractylodes lancea.
Видовой эпитет — от латинского lancea, означающее «копьё, пика».

## Описание
Корневище горизонтальное, 6-10 см в длину и 2 см толщиной. От корневища отходит 2-3 стебля высотой до 40-60 см. Стебли прямые, голые, ребристые, обильно облиственные, неветвящиеся, реже — в верхней части ветвистые, при основании древеснеющие. Листья очередные, голые, черешковые, 5-8 см длиной, цельные или перисто-лопастные с клиновидными основаниями. Лопасти нижних листьев в числе 3-5, заострённые или нижние листья тройчатые. Все листья по краям реснитчатые. Черешки нижних листьев 3-6 см длиной, у верхних листьев — более короткие. Доли (или листочки) нижних листьев яйцевидные или почти округлые, 5-10 см в диаметре, снизу более светлые, по краям тонкопильчатые и короткощетинистые. К верхушке стебля листья уменьшаются, они трехраздельные или цельные, эллиптические или ланцетные. Корзинок 3-5, сидящих поодиночно на концах ветвей. Они окружены крупными перисторассечёнными прицветными листьями. Листочки обёртки черепитчатые, расположены в 5-6 рядов, зеленоватые, вверху шерстистые, наружные из них эллиптические, внутренние — линейные. Цветки 10-12 мм длиной с белым венчиком. Трубка венчика в расширенной части наполовину рассечена на ланцетные доли. Плоды — семянки — сжатые, продолговатые, ребристые, блестящие, покрыты жёсткими белыми волосками, около 4 мм длиной, увенчаны хохолком из перистых щетинок, достигающим 8 мм длины. Цветёт в августе, плоды созревают в сентябре.

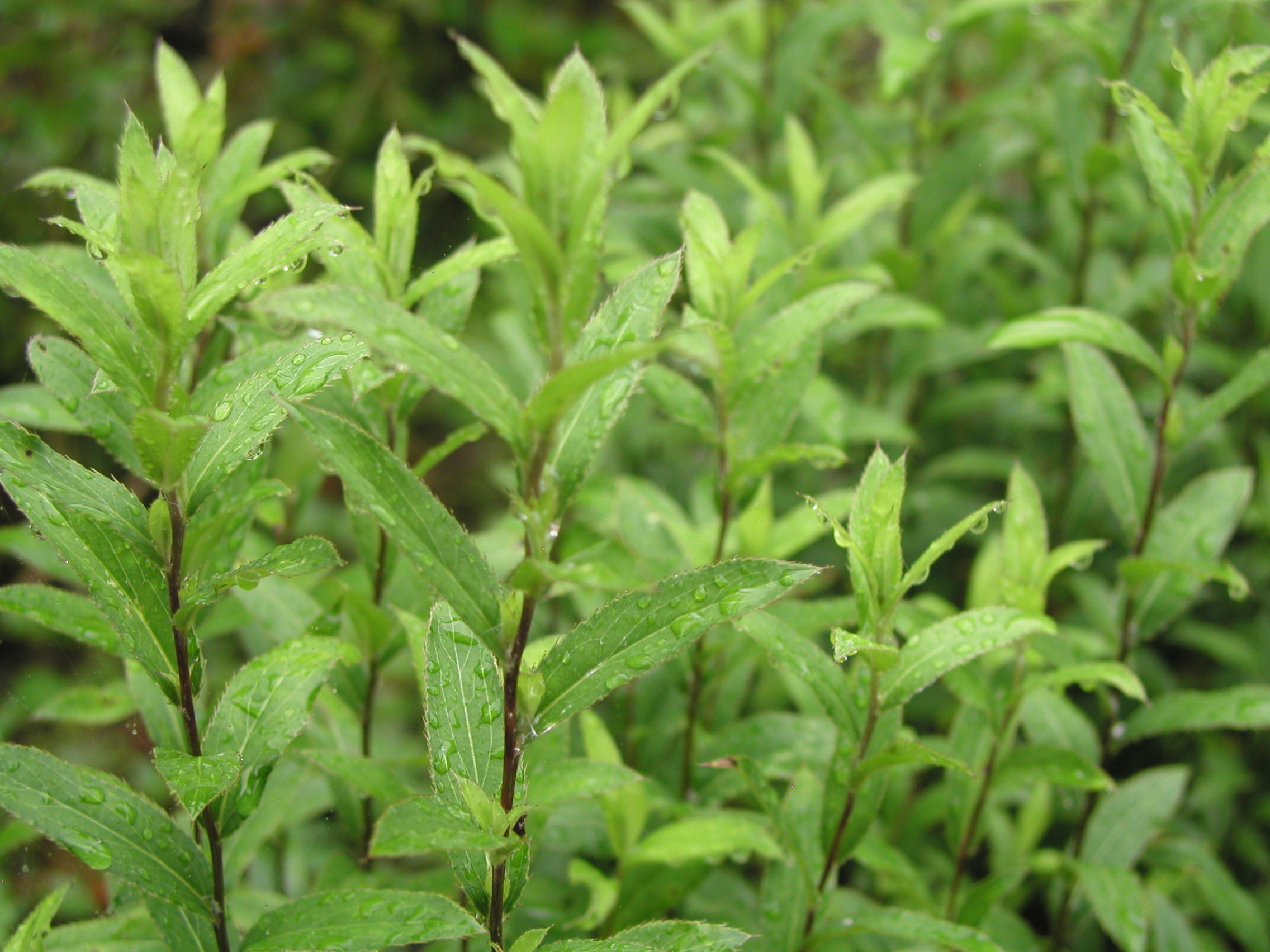
Общий вид
Нижние и верхние листья
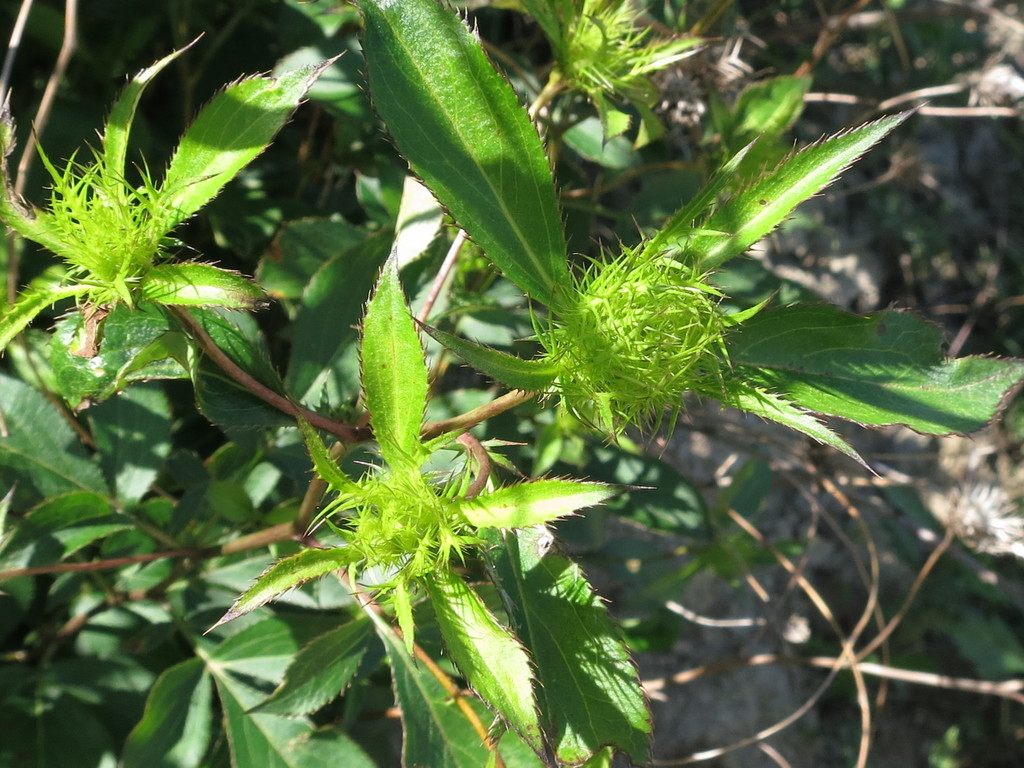
Бутоны
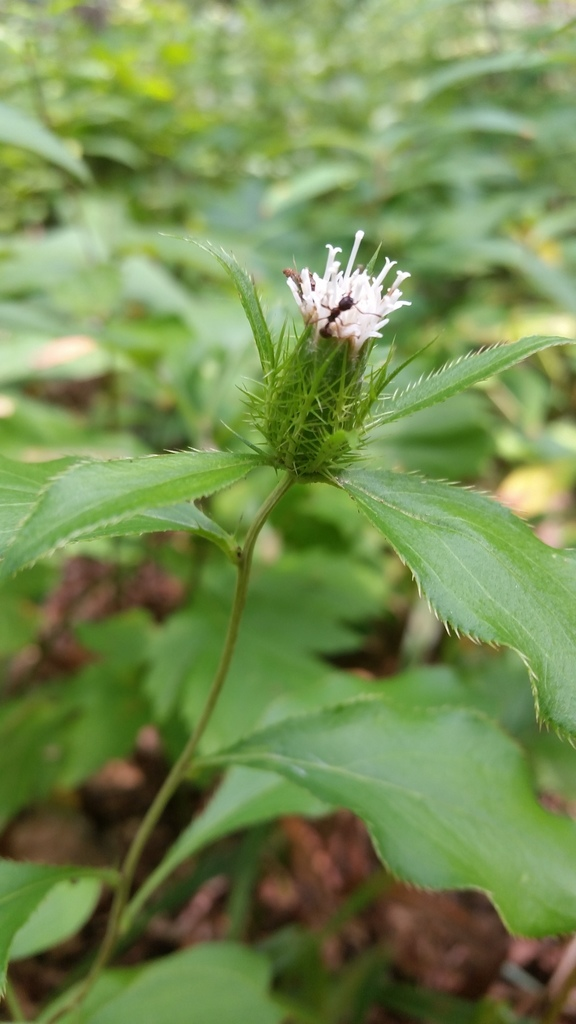
Соцветие
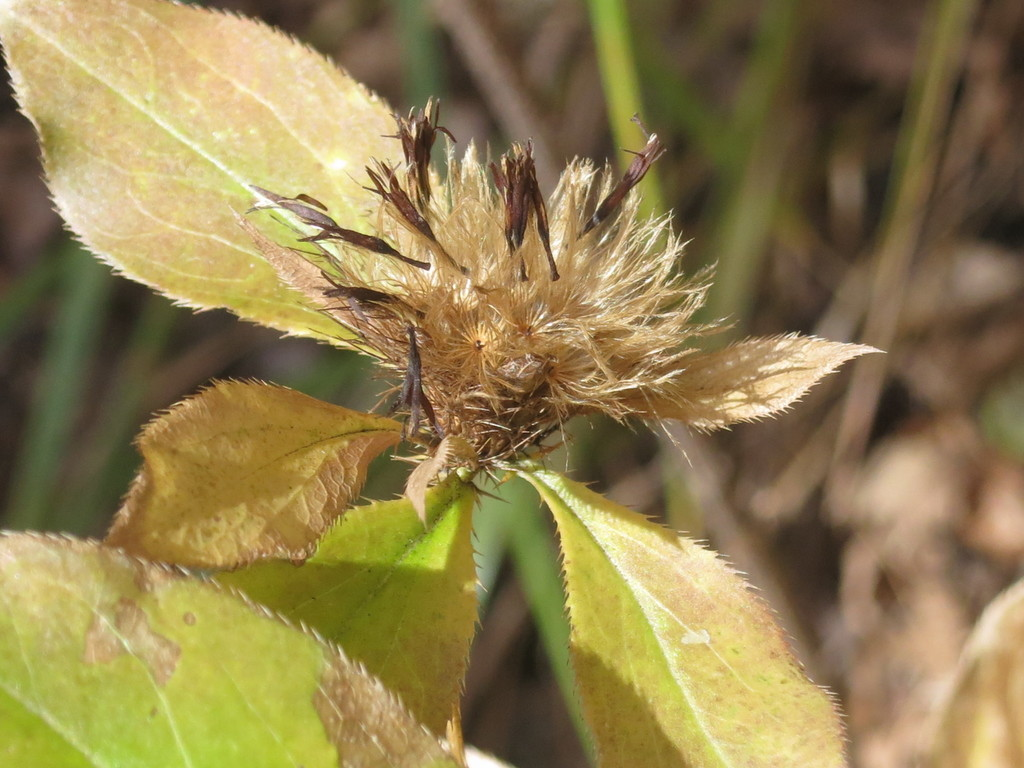
Растение с семенами
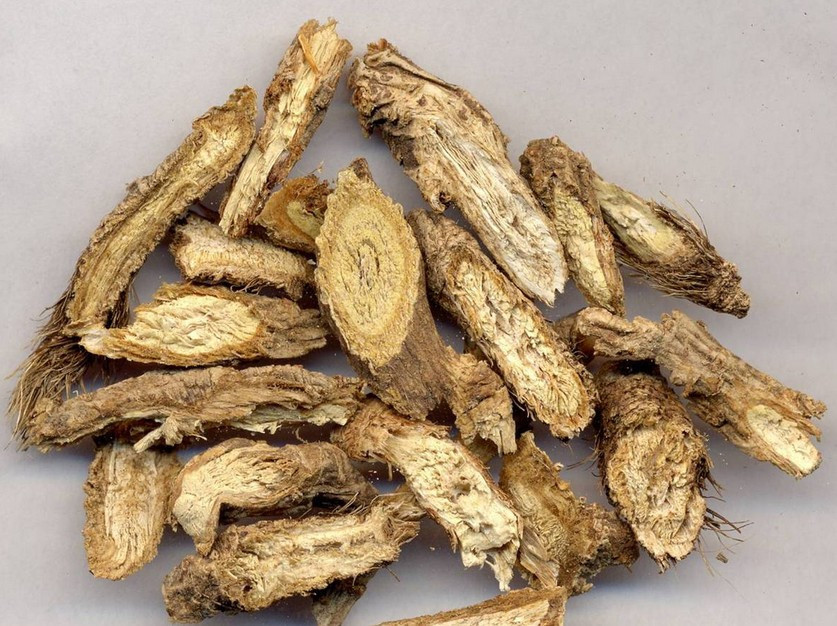
Высушенные корневища

## Биологически-активные вещества
Основными действующими веществами A. lancea являются эфирные масла, такие как сесквитерпеноиды (β-эудесмол, хинезол, атрактилон) и полиацетилен (атрактилодин). Однако содержание сесквитерпеноидов и полиацетиленов в значительной степени зависит от генетических факторов. Оно также демонстрирует большую изменчивость в зависимости от среды обитания.